# Gregor Breinburg
Gregor Flanegin Breinburg (Arnhem, 16 september 1991) is een Nederlands-Arubaans profvoetballer die doorgaans als middenvelder speelt. Breinburg debuteerde in 2015 in het Arubaans voetbalelftal.

## Clubcarrière

### De Graafschap
Breinburg begon met voetballen bij Vitesse 1892 en werd in 2003 opgenomen in de jeugd van De Graafschap. Hier debuteerde hij op 22 september 2010 in het eerste elftal, in een thuiswedstrijd tegen FC Utrecht. In 2012 degradeerde hij met De Graafschap naar de Eerste divisie. In de zomer van 2014 liep zijn contract af. Hij kwam tot 92 duels voor De Graafschap.

### N.E.C.
Breinburg tekende in 2014 bij N.E.C. Daar werd hij samen met Tom Daemen een blok op het middenveld. Op 3 april 2015 werd hij met N.E.C. kampioen van de Eerste divisie door een 1-0 overwinning op Sparta Rotterdam. Hij ging mee naar de Eredivisie en werd reserve-aanvoerder achter Rens van Eijden. Op 29 oktober 2015 maakte hij in een bekerwedstrijd tegen Sparta Rotterdam zijn eerste officiële goal in zijn profcarrière. Hij scoorde dat duel meteen twee keer. Op 20 januari 2016 maakte N.E.C. bekend dat Breinburg zijn aflopende contract tot de zomer van 2018 verlengd had. Aan het eind van het seizoen werd hij door de supportersvereniging van N.E.C. uitgeroepen tot speler van het jaar. 
Trainer Peter Hyballa benoemde Breinburg in augustus 2016 tot aanvoerder van N.E.C. In januari 2017 toonde LA Galaxy serieuze interesse in Breinburg. Club en speler waren al akkoord, maar de transfersom die LA Galaxy bood was te laag volgens N.E.C. Vervolgens richtten LA Galaxy zich op andere middenvelders, waardoor Breinburg zijn transfer niet kreeg. In de eerst volgende wedstrijd tegen Roda JC Kerkrade op 22 januari scoorde Breinburg twee strafschoppen, zijn eerste twee goals in competitieverband. Op 28 mei 2017 degradeerde Breinburg als aanvoerder van N.E.C. naar de Eerste divisie.
Na de degradatie wilde Breinburg graag weg. Hij genoot vervolgens de interesse van de Israëlische club Ironi Kiryat Shmona, maar ondanks het onderlinge akkoord tussen de clubs besloot Breinburg de overstap niet te maken. Bij het begin van het nieuwe seizoen was er echter nog geen andere club concreet geworden, dus Breinburg begon de eerste competitiewedstrijd als aanvoerder af (Mart Dijkstra werd de nieuwe aanvoerder). Hij speelde de volle negentig minuten tegen Almere City. Zijn contract liep af in de zomer van 2018 en zou alleen zijn verlengd als N.E.C. naar de Eredivisie zou zijn gepromoveerd. Dat gebeurde niet en dus verliet Breinburg N.E.C. transfervrij.

### Sparta Rotterdam
In augustus 2018 werd bekend dat Breinburg een contract voor één jaar had getekend bij Sparta Rotterdam dat net was gedegradeerd naar de Eerste Divisie. Hij maakte in de tweede speelronde zijn debuut voor Sparta in de met 2-0 gewonnen thuiswedstrijd tegen FC Volendam. Hij viel negen minuten voor het einde in voor Deroy Duarte. Breinburg speelde in het seizoen 2018/2019 in totaal 20 wedstrijden voor Sparta en promoveerde hij via de Play-offs met Sparta naar de Eredivisie. Na het seizoen maakte Sparta bekend dat het aflopende contract van Breinburg niet zal worden verlengd.

### De Graafschap en ADO Den Haag
Hij verruilde Sparta Rotterdam in juli 2019 transfervrij voor De Graafschap. In 2020 liep zijn contract af. Nadat hij een jaar zonder club zat, speelde Breinburg tussen 2021 en 2023 voor ADO Den Haag.

## Clubstatistieken
| Seizoen         | Club             | Competitie      | Competitie | Competitie | Beker | Beker | Overig | Overig | Totaal | Totaal |
| Seizoen         | Club             | Competitie      | Wed.       | Dlp.       | Wed.  | Dlp.  | Wed.   | Dlp.   | Wed.   | Dlp.   |
| --------------- | ---------------- | --------------- | ---------- | ---------- | ----- | ----- | ------ | ------ | ------ | ------ |
| 2010/11         | De Graafschap    | Eredivisie      | 7          | 0          | 1     | 0     | —      | —      | 8      | 0      |
| 2011/12         | De Graafschap    | Eredivisie      | 25         | 0          | 2     | 0     | —      | —      | 27     | 0      |
| 2012/13         | De Graafschap    | Eerste divisie  | 27         | 0          | 1     | 0     | 4      | 0      | 32     | 0      |
| 2013/14         | De Graafschap    | Eerste divisie  | 33         | 0          | 0     | 0     | 4      | 0      | 37     | 0      |
| 2014/15         | N.E.C.           | Eerste divisie  | 30         | 0          | 3     | 0     | —      | —      | 33     | 0      |
| 2015/16         | N.E.C.           | Eredivisie      | 30         | 0          | 3     | 2     | —      | —      | 33     | 2      |
| 2016/17         | N.E.C.           | Eredivisie      | 33         | 2          | 1     | 1     | 4      | 2      | 38     | 5      |
| 2017/18         | N.E.C.           | Eerste divisie  | 36         | 1          | 2     | 0     | 2      | 0      | 40     | 1      |
| 2018/19         | Sparta Rotterdam | Eerste divisie  | 19         | 0          | 1     | 0     | 0      | 0      | 20     | 0      |
| 2019/20         | De Graafschap    | Eerste divisie  | 24         | 2          | 2     | 0     | —      | —      | 26     | 2      |
| 2021/22         | ADO Den Haag     | Eerste divisie  | 22         | 0          | 0     | 0     | 5      | 0      | 27     | 0      |
| 2022/23         | ADO Den Haag     | Eerste divisie  | 23         | 0          | 2     | 0     | 0      | 0      | 25     | 0      |
| Carrière totaal | Carrière totaal  | Carrière totaal | 309        | 5          | 18    | 3     | 19     | 2      | 346    | 10     |

Bijgewerkt op 6 maart 2024. 

## Internationaal
Breinburg debuteerde op 11 juni 2015 in het Arubaans voetbalelftal, in een met 0-2 verloren WK-kwalificatiewedstrijd tegen Barbados.
| Interlands van Gregor Breinburg voor Aruba | Interlands van Gregor Breinburg voor Aruba | Interlands van Gregor Breinburg voor Aruba | Interlands van Gregor Breinburg voor Aruba | Interlands van Gregor Breinburg voor Aruba | Interlands van Gregor Breinburg voor Aruba |
| №                                          | Datum                                      | Wedstrijd                                  | Uitslag                                    | Soort Wedstrijd                            | Doelpunten                                 |
| Als speler bij N.E.C.                      | Als speler bij N.E.C.                      | Als speler bij N.E.C.                      | Als speler bij N.E.C.                      | Als speler bij N.E.C.                      | Als speler bij N.E.C.                      |
| ------------------------------------------ | ------------------------------------------ | ------------------------------------------ | ------------------------------------------ | ------------------------------------------ | ------------------------------------------ |
| 1.                                         | 11 juni 2015                               | Aruba - Barbados                           | 0 – 2                                      | WK-kwalificatie 2018                       |                                            |
| 2.                                         | 15 juni 2015                               | Barbados - Aruba                           | 0 – 3                                      | WK-kwalificatie 2018                       |                                            |
| 3.                                         | 4 september 2015                           | Saint Vincent en de Grenadines - Aruba     | 2 – 0                                      | WK-kwalificatie 2018                       |                                            |
| 4.                                         | 9 september 2015                           | Aruba - Saint Vincent en de Grenadines     | 2 – 1                                      | WK-kwalificatie 2018                       |                                            |
| 5.                                         | 27 maart 2016                              | Aruba - Saint Kitts en Nevis               | 0 – 2                                      | Kwalificatie Carribbean Cup 2017           |                                            |
| Als speler bij Sparta Rotterdam            |                                            |                                            |                                            |                                            |                                            |
| 6.                                         | 17 oktober 2018                            | Guadeloupe - Aruba                         | 0 – 0                                      | kwalificatie CONCACAF Nations League       |                                            |
| 7.                                         | 22 maart 2019                              | Saint Lucia - Aruba                        | 3 – 2                                      | kwalificatie CONCACAF Nations League       |                                            |

## Erelijst
N.E.C.
- Kampioen Eerste divisie

2014/15
- Uitgeroepen tot speler van het jaar door SV NEC

2015/16